# 伊達宗紀
伊達 宗紀（だて むねただ）は、江戸時代中期の武士。後期の大名。伊予国宇和島藩7代藩主。通称は主馬。号は春山。官位は従四位下・遠江守、左近衛権少将。百歳長寿の大名として知られる。隠居後の余生を過ごすために天赦園（名勝指定）を築庭。

## 経歴
6代藩主・伊達村寿の長男として誕生した。寛政4年（1792年）9月16日生まれとされるが、これより前に生まれていたとも言われている。元服時には仙台藩主の伊達斉宗より偏諱を受けて宗紀と名乗る（宗紀以降は伊達氏の通字である「宗」の字を代々名前に用いるようになる）。
文政7年（1824年）9月12日、父の隠居により跡を継ぐ。この頃、宇和島藩では財政悪化により、藩政改革の必要に迫られていた。そこで宗紀は大坂商人からの借金を無利息200年賦返還にしたり、脅迫して一部の借金を放棄させたりした。またハゼ蝋の専売化、質素倹約を推奨し、塩やスルメなど特産品の保護、検地などを行なった。さらに藩士の小池九蔵、若松総兵衛を佐藤信淵に入門させて、農業の技術改良などを学ばせて、また融通会所を設立させ物価の統制を図った。これらにより藩財政改革に成功し、養嗣子の宗城に家督を譲るまでに6万両の金が蓄えられた。
長年男子に恵まれず、文政9年（1826年）冬には幕府から島津重豪の五男の虎之助（後に南部信順として八戸藩を継ぐ）との養子縁組を持ちかけられている。宗紀は懐妊中の側室の存在などを挙げてこれを断っている。文政10年（1827年）4月、仮養子の選定にあたって、老中水野忠成に自らの後継者問題を相談している。具体的には、幕府から将軍徳川家斉の子女との養子縁組をもちかけられる可能性の有無や、それを断ることができるのかといったことである（家斉は男子だけで26人をもうけ、親藩だけでなく外様大名にも養子を送り込んでいた）。
文政12年（1829年）4月11日、5代藩主・村候の男系曾孫で、旗本山口家から一門家臣伊達家の養子に入れていた伊達宗城を養嗣子として迎えた。なお、天保8年（1837年）、養子宗城と自身の三男・宗徳の養子縁組を行う。いわゆる順養子である。
天保15年（1844年）7月16日、家督を養嗣子の宗城に譲って江戸の藩邸に隠居した。嘉永6年（1853年）のペリー提督率いるアメリカ東インド艦隊来航の際には、幕府に開国を献策した。文久2年（1862年）、宇和島での隠居所として潜淵館を建築し、その邸内に慶応2年（1866年）に完成した回遊式庭園を祖先の伊達政宗の漢詩、酔余口号の一節から天赦園と名づける。明治22年（1889年）11月25日、98歳という長寿をもって死去した。法号は霊雲院殿前宇和島城主春山宗紀大居士。墓所は愛媛県宇和島市野川の大隆寺。

## 長寿
宗紀の年齢は、実際は100歳以上ではなかったのかとも言われているが、幕府の届け（官年）では寛政4年（1792年）生まれと出されているため、この出生年が有力である。もっとも、幕府の届けに関しては「嗣子になった際2歳年長にして届けている」という話もあり、実際にこの届出に基づいて年齢を計算していた時期もあった。そのため、亡くなった明治22年（1889年）には実際には98歳であるが「100歳になった」ので、それを祝って明治天皇と皇后から下賜品を賜っている。
若いころは酒豪で鳴らしたものの、晩年には酒量を控えるようになった。また、現代のボケ防止にも通じる朝晩の散歩や長続きしやすい趣味（書道など）を長年の日課とした。老いによる難聴になった以外は体の不調もなく、自分よりはるかに年下の者が苦労するほどの急な階段も楽に上り下りできたと言われている。
側近の者が「侯の長寿の秘訣は何でございますか」と問うたところ「それは女色を慎むことにある」と答えたため、重ねて「侯におかせられましては何歳から女色を慎まれましたか」と質問するとおおらかに「70歳じゃ」（75歳、80歳とする場合も）と言った、という逸話が、特に宇和島では有名である。

## 栄典
- 1889年（明治22年）
  - 1月17日 - 御紋付三ツ組銀杯一組・絹一匹[1]
  - 11月25日 - 正二位[2]

## 系譜
- 父：伊達村寿（1763年? - 1836年）
- 母：田中氏
- 正室：観 - 鍋島治茂十女、村寿の母護姫の姪
  - 長女 - 夭折
  - 長男 - 夭折
  - 次男：徳千代 - 夭折
  - 四女：喜 - 夭折
- 側室：三上氏
  - 二女：就 - 夭折
  - 三女：長 - 夭折
- 側室：吉見氏
  - 五女：貞 - 夭折
  - 三男：伊達宗徳（1830年 - 1906年） - 宇和島藩9代藩主
  - 六女：信 - 夭折
  - 四男：篤之助 - 夭折
  - 五男：松平忠淳（1841年 - 1860年） - 松平忠精養子
  - 七女：正子 - 松平忠精継室
  - 八女：節子 - 保科正益正室
- 養子
  - 男子：伊達宗城（1818年 - 1892年） - 山口直勝次男、伊達壽光養子、宇和島藩8代藩主

### 系図
宇和島伊達家6代、および佐賀鍋島家との姻戚関係
|              |              |              |              |              |              |  |  |              |              |              |              |              |              |  |  | 山口直清     | 山口直清     | 山口直清     | 山口直清     | 山口直清     | 山口直清     |  |  | 山口直勝     | 山口直勝     | 山口直勝     | 山口直勝     | 山口直勝     | 山口直勝     |  |  | 伊達宗城 8代 | 伊達宗城 8代 | 伊達宗城 8代 | 伊達宗城 8代 | 伊達宗城 8代 | 伊達宗城 8代 |
|              |              |              |              |              |              |  |  |              |              |              |              |              |              |  |  | 山口直清     | 山口直清     | 山口直清     | 山口直清     | 山口直清     | 山口直清     |  |  | 山口直勝     | 山口直勝     | 山口直勝     | 山口直勝     | 山口直勝     | 山口直勝     |  |  | 伊達宗城 8代 | 伊達宗城 8代 | 伊達宗城 8代 | 伊達宗城 8代 | 伊達宗城 8代 | 伊達宗城 8代 |
|              |              |              |              |              |              |  |  |              |              |              |              |              |              |  |  |              |              |              |              |              |              |  |  |              |              |              |              |              |              |  |  |              |              |              |              |              |              |
| 伊達村年 4代 | 伊達村年 4代 | 伊達村年 4代 | 伊達村年 4代 | 伊達村年 4代 | 伊達村年 4代 |  |  | 伊達村候 5代 | 伊達村候 5代 | 伊達村候 5代 | 伊達村候 5代 | 伊達村候 5代 | 伊達村候 5代 |  |  |              |              |              |              |              |              |  |  |              |              |              |              |              |              |  |  | 益子         | 益子         | 益子         | 益子         | 益子         | 益子         |
| 伊達村年 4代 | 伊達村年 4代 | 伊達村年 4代 | 伊達村年 4代 | 伊達村年 4代 | 伊達村年 4代 |  |  | 伊達村候 5代 | 伊達村候 5代 | 伊達村候 5代 | 伊達村候 5代 | 伊達村候 5代 | 伊達村候 5代 |  |  |              |              |              |              |              |              |  |  |              |              |              |              |              |              |  |  | 益子         | 益子         | 益子         | 益子         | 益子         | 益子         |
|              |              |              |              |              |              |  |  |              |              |              |              |              |              |  |  | 伊達村寿 6代 | 伊達村寿 6代 | 伊達村寿 6代 | 伊達村寿 6代 | 伊達村寿 6代 | 伊達村寿 6代 |  |  | 伊達宗紀 7代 | 伊達宗紀 7代 | 伊達宗紀 7代 | 伊達宗紀 7代 | 伊達宗紀 7代 | 伊達宗紀 7代 |  |  | 伊達宗徳 9代 | 伊達宗徳 9代 | 伊達宗徳 9代 | 伊達宗徳 9代 | 伊達宗徳 9代 | 伊達宗徳 9代 |
|              |              |              |              |              |              |  |  |              |              |              |              |              |              |  |  | 伊達村寿 6代 | 伊達村寿 6代 | 伊達村寿 6代 | 伊達村寿 6代 | 伊達村寿 6代 | 伊達村寿 6代 |  |  | 伊達宗紀 7代 | 伊達宗紀 7代 | 伊達宗紀 7代 | 伊達宗紀 7代 | 伊達宗紀 7代 | 伊達宗紀 7代 |  |  | 伊達宗徳 9代 | 伊達宗徳 9代 | 伊達宗徳 9代 | 伊達宗徳 9代 | 伊達宗徳 9代 | 伊達宗徳 9代 |
|              |              |              |              |              |              |  |  | 護姫         |              |              |              |              |              |  |  |              |              |              |              |              |              |  |  |              |              |              |              |              |              |  |  |              |              |              |              |              |              |
|              |              |              |              |              |              |  |  |              |              |              |              |              |              |  |  |              |              |              |              |              |              |  |  |              |              |              |              |              |              |  |  |              |              |              |              |              |              |
|              |              |              |              |              |              |  |  |              |              |              |              |              |              |  |  |              |              |              |              |              |              |  |  | 観           |              |              |              |              |              |  |  |              |              |              |              |              |              |
|              |              |              |              |              |              |  |  |              |              |              |              |              |              |  |  |              |              |              |              |              |              |  |  |              |              |              |              |              |              |  |  |              |              |              |              |              |              |
| 鍋島宗茂     | 鍋島宗茂     | 鍋島宗茂     | 鍋島宗茂     | 鍋島宗茂     | 鍋島宗茂     |  |  |              |              |              |              |              |              |  |  | 鍋島治茂     | 鍋島治茂     | 鍋島治茂     | 鍋島治茂     | 鍋島治茂     | 鍋島治茂     |  |  | 鍋島斉直     | 鍋島斉直     | 鍋島斉直     | 鍋島斉直     | 鍋島斉直     | 鍋島斉直     |  |  | 鍋島直正     | 鍋島直正     | 鍋島直正     | 鍋島直正     | 鍋島直正     | 鍋島直正     |
| 鍋島宗茂     | 鍋島宗茂     | 鍋島宗茂     | 鍋島宗茂     | 鍋島宗茂     | 鍋島宗茂     |  |  |              |              |              |              |              |              |  |  | 鍋島治茂     | 鍋島治茂     | 鍋島治茂     | 鍋島治茂     | 鍋島治茂     | 鍋島治茂     |  |  | 鍋島斉直     | 鍋島斉直     | 鍋島斉直     | 鍋島斉直     | 鍋島斉直     | 鍋島斉直     |  |  | 鍋島直正     | 鍋島直正     | 鍋島直正     | 鍋島直正     | 鍋島直正     | 鍋島直正     |

## 関連書籍
- 『伊達宗紀公傳』（兵頭賢一）
- 絵本『伊達宗紀公物語〜天が赦した長寿大名〜』（宇和島信用金庫 企画制作、2016年）